# Coupe du monde de combiné nordique 1994-1995
Navigation
1993–1994 1995–1996
| \| Štrbské Pleso Schonach Val di Fiemme Liberec Vuokatti Falun Oslo Bad Goisern \| Les sites des compétitions en Europe. |
| Štrbské Pleso Schonach Val di Fiemme Liberec Vuokatti Falun Oslo Bad Goisern                                             |

| \| Steamboat Springs \| Le site de la compétition aux États-Unis. |
| Steamboat Springs                                                 |

| \| Sapporo \| Le site de la compétition au Japon. |
| Sapporo                                           |

La Coupe du monde de combiné nordique 1994-1995 :

## Classement final
| Rang | Nom                 | Pays     | Points |
| ---- | ------------------- | -------- | ------ |
| 1    | Kenji Ogiwara       | Japon    | 1285   |
| 2    | Bjarte Engen Vik    | Norvège  | 911    |
| 3    | Knut Tore Apeland   | Norvège  | 898    |
| 4    | Tsugiharu Ogiwara   | Japon    | 825    |
| 5    | Takanori Kōno       | Japon    | 710    |
| 6    | Fred Børre Lundberg | Norvège  | 691    |
| 7    | Trond Einar Elden   | Norvège  | 642    |
| 8    | Halldor Skard       | Norvège  | 590    |
| 9    | Mario Stecher       | Autriche | 550    |
| 10   | Masashi Abe         | Japon    | 516    |

## Calendrier
| Étape                                                 | Date             | Épreuve                             | Vainqueur           | Deuxième            | Troisième           |
| Steamboat Springs                                     |                  |                                     |                     |                     |                     |
| 1.                                                    | 29 novembre 1994 | Gundersen individuel – K114 / 15 km | Knut Tore Apeland   | Bjarte Engen Vik    | Fred Børre Lundberg |
| Štrbské Pleso                                         |                  |                                     |                     |                     |                     |
| 2.                                                    | 10 décembre 1994 | Gundersen individuel – K88 / 15 km  | Fred Børre Lundberg | Kenji Ogiwara       | Bjarte Engen Vik    |
| Schonach (Coupe de la Forêt-noire)                    |                  |                                     |                     |                     |                     |
| 3.                                                    | 7 janvier 1995   | Gundersen individuel – K90 / 15 km  | Fred Børre Lundberg | Kenji Ogiwara       | Bjarte Engen Vik    |
| Val di Fiemme                                         |                  |                                     |                     |                     |                     |
| 4.                                                    | 10 janvier 1995  | Gundersen individuel – K120 / 15 km | Kenji Ogiwara       | Fred Børre Lundberg | Knut Tore Apeland   |
| Liberec                                               |                  |                                     |                     |                     |                     |
| 5.                                                    | 14 janvier 1995  | Gundersen individuel – K120 / 15 km | Kenji Ogiwara       | Tsugiharu Ogiwara   | Bjarte Engen Vik    |
| Vuokatti                                              |                  |                                     |                     |                     |                     |
| 6.                                                    | 28 janvier 1995  | Gundersen individuel – K90 / 15 km  | Knut Tore Apeland   | Halldor Skard       | Kenji Ogiwara       |
| Falun                                                 |                  |                                     |                     |                     |                     |
| 7.                                                    | 3 février 1995   | Gundersen individuel – K115 / 15 km | Kenji Ogiwara       | Takanori Kōno       | Mario Stecher       |
| Oslo                                                  |                  |                                     |                     |                     |                     |
| 8.                                                    | 9 février 1995   | Gundersen individuel – K110 / 15 km | Kenji Ogiwara       | Tsugiharu Ogiwara   | Bjarte Engen Vik    |
| Bad Goisern                                           |                  |                                     |                     |                     |                     |
| 9.                                                    | 18 février 1995  | Gundersen individuel – K90 / 15 km  | Kenji Ogiwara       | Knut Tore Apeland   | Trond Einar Elden   |
|                                                       |                  |                                     |                     |                     |                     |
| Thunder Bay Championnats du monde (9 au 19 mars 1995) |                  |                                     |                     |                     |                     |
|                                                       |                  |                                     |                     |                     |                     |
| Sapporo                                               |                  |                                     |                     |                     |                     |
| 10.                                                   | 25 mars 1995     | Gundersen individuel – K115 / 15 km | Kenji Ogiwara       | Knut Tore Apeland   | Bjarte Engen Vik    |